# Cheval au Pérou
Le cheval au Pérou (espagnol : caballo) provient d'introductions par les troupes de Pizarro, puis s'est répandu dans tout le pays. La souche d'origine est le cheval colonial espagnol. Le Pérou est particulièrement réputé pour l'élevage du Paso péruvien.
Alors que le cheval domestique ne faisait initialement pas partie de la culture locale, il s'est rapidement imposé, y compris parmi les représentations culturelles.

## Histoire
Le Pérou est l'un des pays d'Amérique du Sud qui ont vu la base de la réintroduction du cheval par les conquistadores espagnols après sa disparition sous sa forme sauvage, à partir d'une route passant dans le sud du pays actuel.

## Élevage

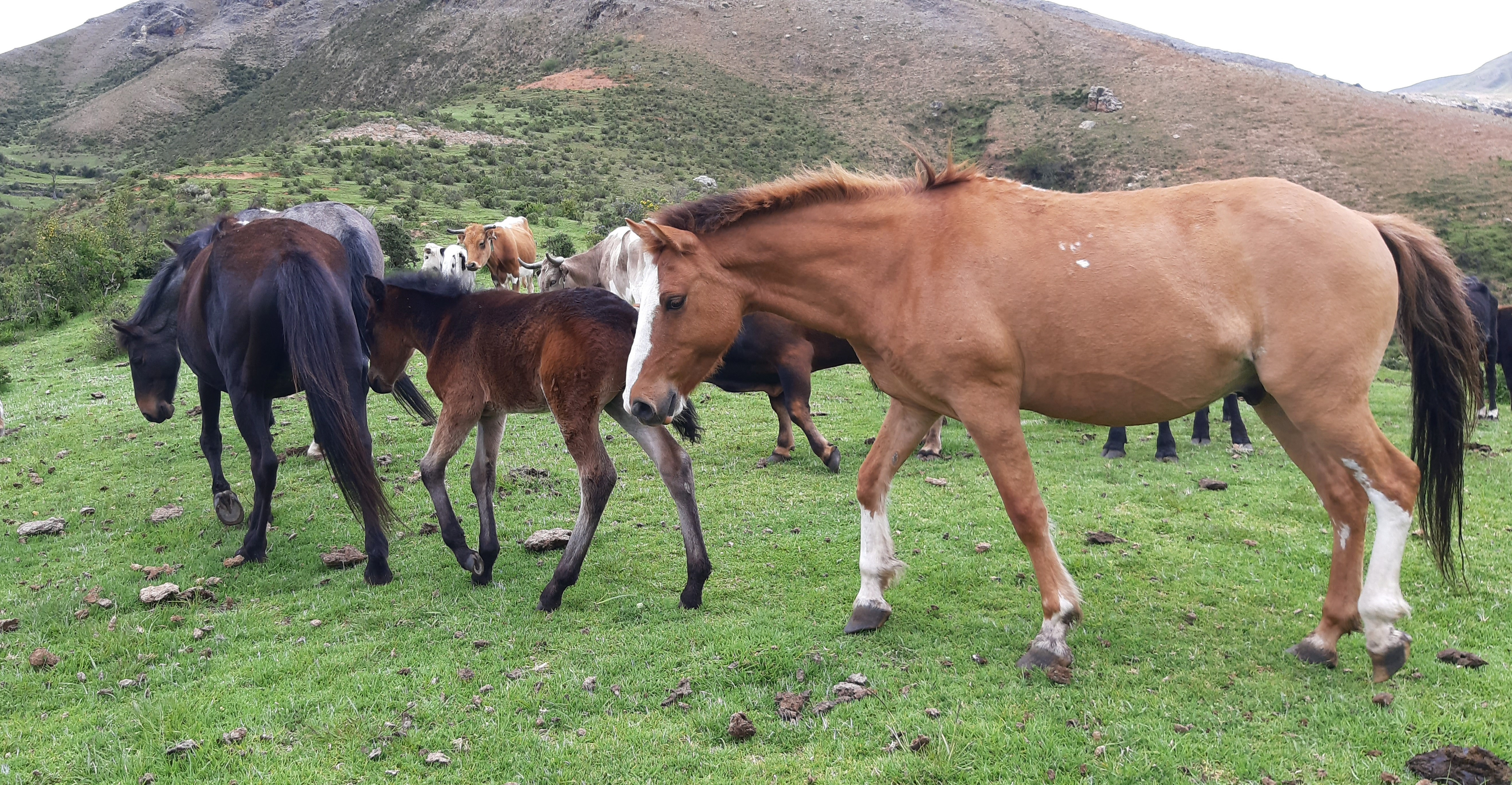
Chevaux et bovins dans la région de Tiquihua.

En 2017, la population chevaline du Pérou est estimée à 730 000 têtes, ce qui représente 1,24 % de la population chevaline mondiale.
La base de données DAD-IS indique la présence de onze races de chevaux au Pérou : l'Andalou, l'Arabe, le Cimarron (cheval sauvage), le Morochuca, le Morochuco Chumbivilcano, le Percheron, le Paso péruvien, le poney, le Pur-sang, le Serrana ou Chola, et le Shetland.
Une race Andin, ou Criollo péruvien, est décrite dans certaines sources, dont celles de CAB International, parfois le Morochuco, le Chumbivilcas et le Serrana sont décrits comme des types de l'Andin. D'après CABI, ce dernier est un Criollo péruvien peu défini, et moins sélectionné que d'autres races péruviennes. Le Morochuca est décrit comme un petit cheval de selle et d'allures originaire des Andes, au modèle moins raffiné et aux allures moins extrêmes que chez le Paso péruvien.
Le Paso péruvien est une race de chevaux d'allures particulièrement populaire à travers le monde. Le Costeño est le type de cheval péruvien d'allures, originaire des régions côtières du pays.

### Maladies et parasitisme
Des analyses menées en 2009 ont mis en évidence l'existence d'une forme spécifiquement péruvienne de la peste équine. Les cas cliniques sont connus depuis 1983, le virus responsable étant transmis par les moustiques, abondants dans les environnements tropicaux.

## Culture
L'introduction du cheval au Pérou, pays qui était de culture inca avant l'arrivée des conquistadors, s'est accompagnée d'une modification des représentations culturelles et des symboles du pays, avec une présence de plus en plus marquée du cheval parmi ces symboles, entre autres sur des pièces de monnaie.